# 麥卡瑟 (加利福尼亞州莫多克縣)
麥卡瑟（英語：McArthur）是位於美國加利福尼亞州莫多克縣的一個非建制地區。該地的面積和人口皆未知。

## 地理
麥卡瑟的座標為41°19′54″N 120°32′15″W / 41.33167°N 120.53750°W，而該地的平均海拔高度為1333米（即4373英尺）。